# Альто-Лусеро-де-Гутьеррес-Барриос
Альто-Лусеро-де-Гутьеррес-Барриос (исп. Alto Lucero de Gutiérrez Barrios) — муниципалитет в Мексике, штат Веракрус, расположен в Столичном регионе штата. Административный центр — город Альто-Лусеро.

## История
Муниципалитет был образован 15 января 1930 года.

## Состав
В 2005 году в муниципалитет входил 191 населённый пункт. Крупнейшие из них:
| Русское название       | Испанское название     | Население |
| Всего в муниципалитете | Всего в муниципалитете | 25 893    |
| Альто-Лусеро           | Alto Lucero            | 4 578     |
| Меса-де-Гуадалупе      | Mesa de Guadalupe      | 2 657     |
| Пальма-Сола            | Palma Sola             | 2 633     |
| Бланка-Эспума          | Blanca Espuma          | 1 521     |
| Ла-Реформа             | La Reforma             | 1 396     |
| Серрильос-де-Диас      | Cerrillos de Díaz      | 1 044     |

## Экономика
В муниципалитете расположена единственная мексиканская АЭС «Лагуна Верде».